# 嘩！嘩！嘩！打到嚟！
《嘩！嘩！嘩！打到嚟！2008》為香港商業電台的清談節目，1997年11月3日、深夜十一至一時首播，頻道定為雷霆881，其後轉至叱咤903，曾經於深宵同樣時間放送，後來因應節目改革而調進早上十至十二時。2008年7月7日強勢回歸，名為 嘩！嘩！嘩！打到嚟！2008，接替由詹志民、阿喱（張家豐）及有耳非文以往同一時段的廣播節目《有耳喱民》。起初節目主持組合為吳君如及阿喱。直到同年11月10日，主持組合改為吳君如、王貽興及阮子健。2009年7月10日完結。

## 節目時間
- 嘩！嘩！嘩！打到嚟！2008 於2008年7月7日至2009年4月24日的節目時間為星期一至五深夜12時至2時。
  - 2008年10月13日至17日期間改為晚上10時至12時。
- 2009年4月27日開始，嘩！嘩！嘩！打到嚟！的節目時段改為逢星期一至五晚上10時至12時。但由於現場直播志雲飯局 Live on Stage 舞台劇的關係，4月27日至4月29日期間節目時間順延至晚上11時至1時。

## 節目環節
- 嘩嘩嘩打到嚟2008主持人組合改動前，週一至週五的節目環節分別為《點解咁好笑》、《Superwoman》、《大力姑喱》、《我愛 Cult 明星》及《三個你係真》。週二的《Superwoman》及週四的《我愛 Cult 明星》為嘉賓訪問節目。
- 2008年11月10日主持人組合改動後，只保留了週二及週四的訪問節目，週二的《Superwoman》名女人專訪改為《Superman》名男士專訪，週四的《我愛 Cult 明星》則改為《談一塲不要後悔的戀愛》。而週五節目的最後部份則加入廣播劇 － 嘩嘩嘩戀到嚟，由三名主持人自行飾演。
- 2009年4月20日起推出母親節特別環節 － 週二及週四的《媽媽媽打到嚟》、週五的《Supermama》超級媽媽專訪。

### 
時間：2008年7月14日至11月7日每週二晚播出。

內容：名女人專訪 － 每集邀請一名「超級女士」作嘉賓訪問。
| 集數     | 日期 | 嘉賓     |
| 第一集   |      | 葉劉淑儀 |
| 第二集   |      | 李嘉欣   |
| 第三集   |      |          |
| 第四集   |      | 鄭秀文   |
| 第五集   |      | 劉嘉玲   |
| 第六集   |      |          |
| 第七集   |      | 陳淑芬   |
| 第八集   |      | 樂易玲   |
| 第九集   |      | 李司棋   |
| 第十集   |      | 陳慧琳   |
| 第十一集 |      | 陳方安生 |
| 第十二集 |      | 林燕妮   |
| 第十三集 |      | 陳寶珠   |
| 第十四集 |      | 容祖兒   |

時間：2008年11月10日至4月14日每週二晚播出

內容：名男士專訪 － 每集邀請一名「超級男士」作嘉賓訪問
| 集數       | 日期 | 嘉賓   |
| 第一集     |      | 張學友 |
| 第二集     |      | 鄭丹瑞 |
| 第三集     |      | 張衛健 |
| 第四集     |      | 黃毓民 |
| 第五集     |      | 譚詠麟 |
| 第六集     |      | 林建岳 |
| 第七集     |      | 李克勤 |
| 第八集     |      | 曾志偉 |
| 第九集     |      | 陳奕迅 |
| 第十集     |      | 古巨基 |
| 第十一集   |      | 甄子丹 |
| 第十二集   |      | 謝賢   |
| 第十三集   |      | 劉德華 |
| 第十四集   |      | 王晶   |
| 第十五集   |      | 葛民輝 |
| 第十六集   |      | 庾澄慶 |
| 第十七集   |      | 張敬軒 |
| 第十八集   |      | 苗僑偉 |
| 第十九集   |      | 爾冬陞 |
| 第二十集   |      | 吳彥祖 |
| 第二十一集 |      | 陳志雲 |

### 媽媽媽打到嚟
時間：2009年4月21日至5月8日每週二、四的節目其中一小時播出

內容：嘩嘩嘩打到嚟 Mother's Day Special － 媽媽媽打到嚟

　　　每集邀請一名母親與其子女一同分享做母親的心得
| 集數   | 日期 | 嘉賓                   |
| 第一集 |      | 母：Holly、女：Natalie |
| 第二集 |      | 母：Amy、女：Angel     |
| 第三集 |      | 母：Alice、子：阿金    |
| 第四集 |      | 母：Joanne、女：Renni  |
| 第五集 |      | 母：Stella、女：Joyce  |
| 第六集 |      | 母：Amy、女：琳琳      |

### 
時間：2008年7月14日至11月7日每週四晚播出

內容：邀請一名另類／非主流明星作嘉賓訪問
| 集數     | 日期 | 嘉賓            |
| 第一集   |      | 陳志雲          |
| 第二集   |      | 盧大偉          |
| 第三集   |      | 商天娥          |
| 第四集   |      | Vivek Mahbubani |
| 第五集   |      | 黃子華          |
| 第六集   |      | 陳百祥          |
| 第七集   |      | 盧海鵬          |
| 第八集   |      | 森美、小儀      |
| 第九集   |      | 關菊英          |
| 第十集   |      | 許紹雄          |
| 第十一集 |      | 黃耀明          |
| 第十二集 |      | 甘國亮          |
| 第十三集 |      | 李香琴          |
| 第十四集 |      | 蘇民峰          |

### 談一場不要後悔的戀愛
時間：2008年11月10日至4月10日每週四晚播出

內容：談情說愛之夜 － 每集邀請一名嘉賓講愛情
| 集數       | 日期 | 嘉賓                 |
| 第一集     |      | 白韻琴               |
| 第二集     |      | 劉心悠               |
| 第三集     |      | 蘇永康               |
| 第四集     |      | 方力申               |
| 第五集     |      | 鄧麗欣               |
| 第六集     |      | 梁漢文               |
| 第七集     |      | 胡杏兒               |
| 第八集     |      | 梁詠琪               |
| 第九集     |      | 卓韻芝               |
| 第十集     |      | 黃宗澤               |
| 第十一集   |      | 谷德昭               |
| 第十二集   |      | 薛凱琪               |
| 第十三集   |      | 周慧敏、張敬軒、細So |
| 第十四集   |      | 孫耀威               |
| 第十五集   |      | 官恩娜               |
| 第十六集   |      | 袁彌明               |
| 第十七集   |      | 長毛（梁國雄）       |
| 第十八集   |      | 劉浩龍               |
| 第十九集   |      | 側田                 |
| 第二十集   |      | 任賢齊               |
| 第二十一集 |      | 錢嘉樂               |

### 三個你係真
時間：2008年7月14日至11月7日每週五晚播出

內容：邀請一名職業／身份或背景有趣的嘉賓，與其二位朋友一起玩「估邊個」（猜猜誰）遊戲
| 集數     | 日期 | 嘉賓           |
| 第一集   |      | 收數佬         |
| 第二集   |      | 入境事務助理員 |
| 第三集   |      | 電話交友接線員 |
| 第四集   |      | 街頭賽車手     |
| 第五集   |      | 成人台負責人   |
| 第六集   |      | 媽媽生         |
| 第七集   |      | 魔術師         |
| 第八集   |      | 社工           |
| 第九集   |      | 助理控煙督察   |
| 第十集   |      | 電視台 FM      |
| 第十一集 |      | 舞台劇演員     |
| 第十二集 |      | 導遊           |

### 嘩嘩嘩戀到嚟廣播劇
時間：2008年11月10日至4月10日每週五晚節目最後一部份播出

內容：嘩嘩嘩打到嚟 2008 － 懷舊校園禁忌青春劇
| 集數       | 日期 | 劇目                           |
| 第一集     |      | 愛情傻戀啦啦啦                 |
| 第二集     |      | 一起戀過的日子                 |
| 第三集     |      | 愛在一程車的時間               |
| 第四集     |      | 容易受傷的女人                 |
| 第五集     |      | 我們都是這樣失戀的             |
| 第六集     |      | 三人世界（上集）               |
| 第七集     |      | 三人世界（下集）               |
| 第八集     |      | 領悟                           |
| 第九集     |      | 捉不到的戀人                   |
| 第十集     |      | 無言的結局                     |
| 第十一集   |      | 特別版 － 不要對他說           |
| 第十二集   |      | 我要我們在一起                 |
| 第十三集   |      | 如果你是我的傳奇（上集）       |
| 第十四集   |      | 如果你是我的傳奇（下集）       |
| 第十五集   |      | 無誠有愛（上集）               |
| 第十六集   |      | 無誠有愛（下集）               |
| 第十七集   |      | 我們如此很好                   |
| 第十八集   |      | 中女的童話                     |
| 第十九集   |      | 地下鐵碰著他                   |
| 第二十集   |      | 結局前篇 － 可惜不是你（上集） |
| 第二十一集 |      | 大結局 － 可惜不是你（下集）   |

### 
時間：2009年4月24日至5月8日每週五晚播出。

內容：名母親專訪 － 每集邀請一名「超級媽媽」作嘉賓訪問。
| 集數   | 日期 | 嘉賓          |
| 第一集 |      | Maria Cordero |
| 第二集 |      | 徐濠縈        |
| 第三集 |      | 陳芷菁        |

## 曾參與的節目主持人
- 鄒凱光、田蕊妮
- 杜汶澤
- 林曉峰[參⁠ 2]
- 李力持
- 谷德昭
- 吳鎮宇
- 呂方（第一代主持 由1997年11月至1998年1月）
- 森美（於2004年6月28日至2004年7月2日代節目）
- 何國良（於2004年6月28日至2004年7月2日代節目）
- 謝茜嘉（於2008年9月1日暫代主持至9月12日）
- 黃伊汶（於2008年10月6日暫代主持至10月10日）
- 阿喱（於2008年7月7日主持節目至11月7日）
- 谷祖琳（2009年1月19日及1月23日暫代主持節目）
- 少爺占（2009年1月20日暫代主持節目）
- 余迪偉（2009年3月2日及3月20日至25日暫代主持節目）
- 陳芷菁

## 備註
1. ↑  第九集因應颱風黑格比襲港改作星期三晚播出
2. ↑  第三集邀請男士作嘉賓
3. ↑  第十三集為飢饉30尼泊爾之旅訪問
4. ↑  第十集因節目調動關係改作星期三晚播出
5. ↑   註:

## 外部連結
- 嘩嘩嘩！打到嚟！精華重溫（页面存档备份，存于）

| 香港商業電台 叱咤903商業二台節目 |                                                                           |                           |
| 上一節目 有耳喱民 架勢堂         | 嘩嘩嘩打到嚟！2008 2008年7月7日-2009年4月24日 2009年4月27日-2009年7月10日 | 下一節目 一八七二遊花園   |
| 前一節目： 叱咤樂壇              | 叱咤903商業節目 星期一至五晚上10時至12時                                  | 下一節目： 一八七二遊花園 |